# Salmea insipida
Salmea insipida là một loài thực vật có hoa trong họ Cúc. Loài này được (Jacq.) Bolick & R.K.Jansen miêu tả khoa học đầu tiên năm 1981.